# Pápai tévedhetetlenség
A pápai tévedhetetlenség a római katolikus egyház dogmája, amely kimondja, hogy Jézus Péternek tett ígérete értelmében a pápa, amikor ex cathedra ([Péter] tanítói székéből) beszél, meg van védve attól a lehetőségtől, hogy tévedjen „az apostoli egyháznak adott és továbbörökített tanításban”.
Az I. vatikáni zsinat hirdette ki a pápai tévedhetetlenség dogmáját, de állítólag létezett a középkori teológiában és az ellenreformáció idején a katolikus többség véleménye volt.
A dogma alapján a pápa tévedhetetlen (infallibilitas), amikor hit és erkölcs dolgában az egész egyház számára kötelező tanítást ad – azaz amit ex cathedra kijelent, azt kötelező érvényűnek kell venni. Azt, hogy a kijelentés ex cathedra módon történt-e, a kijelentést követően hozzák nyilvánosságra. A zsinat ezzel a határozattal a pápát és a római központot akarta erősíteni az egyházon belül egymással szembenálló irányzatok vitájában; a dogma főleg a gallikanista, a janzenista és a konciliarista nézetek ellen irányult.

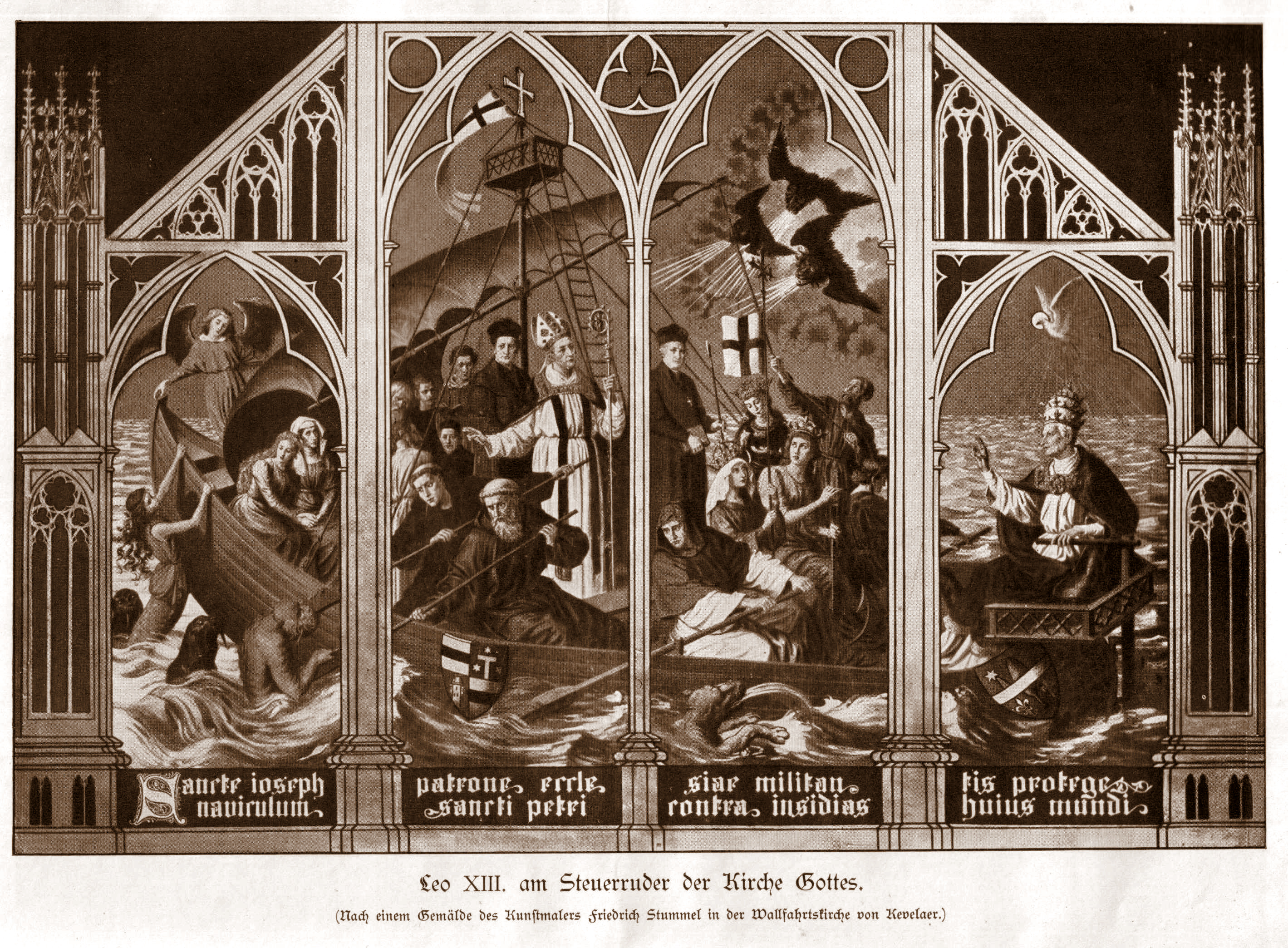
Friedrich Stummel: Die katholischen Missionen, XIII. Leó pápa mint Péter apostol utóda és Róma püspöke; Jézus nevében Isten Egyházát veszélyes tengeren át vezeti a mennyország felé, 1903

## Mit nem jelent
Bár közel másfél évszázad telt el a tévedhetetlenség dogmájának kihirdetése óta, mégis számos félreértés él az emberek tudatában a pápai tévedhetetlenséggel kapcsolatban. Ezért célszerű először arról szólni, mit nem jelent a pápai tévedhetetlenség tana.
Nem jelenti azt, hogy a pápa általában tévedhetetlen; hogy például a pápai beszédekben vagy akár a pápai enciklikákban nem fordulhatnak elő téves kijelentések. Nem jelenti azt, hogy a pápa nem vétkezhet. Nem jelenti azt, hogy pápát nem lehet kritizálni vagy hogy egy pápai kijelentést nem lehet vitatni.
„Nem definiált (nem dogmaként kihirdetett), de hiteles (kötelező érvénnyel előterjesztett) tanítói megnyilatkozásokban az egyházi tanítótekintély tévedhet, és többször ténylegesen tévedett is. Az egyházi tanítótekintély a voltaképpeni és végső hittartalom állítólagos megóvása céljából nem ritkán túlságosan keményen és igazságtalanul, azaz erkölcstelenül járt el.”

## A hittétel szövege és kifejtése
„A pápa, amikor ex cathedra szól, azaz az összes keresztény legfőbb pásztoraként és tanítójaként legfőbb apostoli hatalmával hit és erkölcs területén egy tanítást úgy határoz meg, hogy azt az egyetemes Egyháznak el kell fogadnia, a Péternek ígért isteni segítség által azzal a tévedhetetlenséggel bír, mellyel az isteni Megváltó Egyházát a hit és erkölcs dolgában ellátni akarta. Ezért a római pápa ex cathedra meghatározásai önmaguktól és nem az Egyház beleegyezéséből fakadóan megváltoztathatatlanok.”
A tétel kifejtése:
A pápai tévedhetetlenségnek tehát pontosan körülhatárolt feltételei vannak:
- A tévedhetetlen kijelentés csak hitbeli vagy erkölcsi tanításra vonatkozhat
- A kijelentést a pápa mint a katolikus egyház feje és legfőbb tanítója teszi
- A kijelentés formájából/tartalmából egyértelműen ki kell derülnie: a pápa a kijelentést véglegesnek (megváltozhatatlannak) és minden hívőre kötelezőnek tekinti
- A tévedhetetlenségnek nem kritériuma a zsinat, ill. a püspököknek előzetes hozzájárulása
- Minden ex cathedra döntésnek meg kell egyeznie Istennek a Szentírásban rögzített szavával és az egyház hithagyományával

A katolikus tanítás szerint egyébként az ilyenfajta tévedhetetlenség nem csak a pápát illeti meg. A katolikus egyház Katekizmusa így fogalmaz (890. és 891. pont):
„… a Tanítóhivatal pásztori feladata virrasztani afölött, hogy Isten népe megmaradjon az igazságban˙(…). E szolgálat betöltésére ajándékozta meg Krisztus a Pásztorokat hit és erkölcs dolgaiban a tévedhetetlenség karizmájával. E karizma gyakorlása több módon történhet:(...). Az Egyháznak ígért tévedhetetlenség megvan a püspökök testületében is, amikor Péter utódával együtt gyakorolja a legfőbb Tanítóhivatalt, főként egyetemes zsinaton. (…) Az ilyen határozatokat a hívőknek hívő engedelmességgel kell fogadniuk”.
Tulajdonképpen tehát a pápai tévedhetetlenség esetében sem lehet az egyháztól elválasztott tévedhetetlenségről beszélni. Sokkal inkább az egyháznak megígért tévedhetetlenségről van szó, amely megőrzi a pápát attól, hogy valami mást hirdessen, mint az egyház hite. Mivel a pápa nem kap semmiféle inspirációt, kötelessége megbizonyosodnia az egyház hitéről és annak alapjairól.

## A hittétel rövid története
A „tévedhetetlenség” mint fogalom, az I. vatikáni zsinat előtt nem fordult elő az egyházi dokumentumokban. Nem foglalkoztak annak a kérdésnek a részletes elemzésével, tévedhetetlen-e a pápa, és ha igen, milyen mértékben. Mégis az egész katolikus egyháztörténelem arról tanúskodik, hogy az egyházon belül mindvégig általános meggyőződés volt, hogy amit az egyetemes zsinatok vagy a pápa mond, az igaz, mivel Jézus az apostolokra és azok utódaira bízta tanításának megőrzését, tanításbeli vitás kérdésekben a vita eldöntését.
Ez a meggyőződés elsősorban olyan szentírási szövegekből táplálkozott, mint például amikor Jézus így szólt az apostolokhoz (akik utódai a püspökök): „Mert hisz nem ti fogtok beszélni, hanem majd Atyátok lelke szól belőletek.” (Máté 10,20) vagy „… mert a Szentlélek abban órában majd megtanít benneteket arra, hogy mit kell mondanotok.” (Lukács, 12,12). „Aki titeket hallgat, engem hallgat, aki titeket elutasít, engem utasít el, aki pedig engem elutasít, azt utasítja el, aki engem küldött.” (Lukács 10,16). Vagy amikor Péter apostolnak (aki utódjának tekintik a katolikusok a pápát) mondja: „Péter vagy (azaz kőszikla) és én erre a sziklára építem egyházamat, s az alvilág kapui sem vesznek erőt rajta (Máté 16,18), vagy másutt így szól Péterhez: „De imádkoztam érted, nehogy megfogyatkozz hitedben. Amikor megtérsz, te erősíted majd meg testvéreidet.” (Lukács 22,32)
Ezt a meggyőződést fogalmazta meg – hosszas tisztázó vitát követően – hittételként is 1870-ben az I. vatikáni zsinat.
A II. Vatikán Zsinat az Egyházról szóló rendelkezésben (Lumen Gentium, 1964) igyekezett megszüntetni a félreértések lehetőségét. Visszatért az apostoli, ill. püspöki kollegialitás fogalmához, és a pápa tanítóhivatali tévedhetetlenségét is ennek keretében értelmezte: A pápa mint a püspöki kollégium feje, egyúttal az Egyháznak is a feje, tehát amikor ex cathedra nyilatkozik, akkor az egész püspöki testület fejeként és azzal egyetértésben szól.
Érdemes külön megemlíteni, hogy a tévedhetetlenségi dogma kihirdetése óta 2010-ig eltelt közel másfélszáz esztendő alatt a pápák mindössze háromszor tettek ex cathedra megnyilatkozásokat.[forrás?]

## A tévedhetetlenség és a többi keresztény egyház
Amikor az I. vatikáni zsinat kihirdette a pápai tévedhetetlenség dogmáját, a katolikus egyházon belül támadt egy olyan mozgalom, melynek tagjai ezt a hittételt nem fogadták el. Ez a mozgalom hozta létre az 1870-es években – kiválva a római katolikus egyházból – az Ókatolikus Egyházat.
Az Ortodox Egyház a pápa tévedhetetlenségét nem vallja, hanem csak az egyház tévedhetetlenségét hirdeti, s a nézetük szerint a Szentlélek nem engedheti meg, hogy az összegyház tévútra tévedjen.
A protestáns egyházak általában nem fogadják el egy elhunyt vagy élő személy tévedhetetlenségét sem, beleértve a reformátorokat (kivétel: Jézus). Néhány fundamentalista protestáns egyház azonban hirdeti a Biblia tévedhetetlenségét, bár ezt a tévedhetetlenséget különböző módon határozzák meg, akár addig is elmenve, hogy például a Teremtéstörténetet is tudományosan korrektnek tartják (kreacionizmus).